# Железновы
Железновы — дворянский род.
Иван Железнов в службу вступил в 1735 году. 6.08.1783 произведен Статским Советником, и находясь в сем чине, 05.08.1788 пожалован на дворянское достоинство Дипломом, с коего копия хранится в Герольдии. Определением Санкт-Петербургского дворянского депутатского собрания от 28.04.1789 признан в потомственном дворянском достоинстве с правом на внесение в 1-ю часть Дворянской Родословной книги.

## Описание герба
Щит разделён горизонтально на две части: в верхней в голубом поле изображена серебряная шестиугольная Звезда; в нижней в красном поле выходящая из облаков Рука, держащая полосу железа.
Щит увенчан обыкновенным дворянским шлемом с страусовыми перьями. Намёт на щите голубой, подложен серебром.